# Conflans-sur-Seine
Conflans-sur-Seine település Franciaországban, Marne megyében. Lakosainak száma 621 fő (2022. január 1.). Conflans-sur-Seine Crancey, Romilly-sur-Seine, Esclavolles-Lurey, Marcilly-sur-Seine és Villiers-aux-Corneilles községekkel határos.

## Népesség
A település népességének változása:
| Lakosok száma | 611  | 579  | 625  | 671  | 670  | 665  | 641  | 636  | 638  | 621  |
|               | 1968 | 1982 | 1990 | 2006 | 2013 | 2015 | 2017 | 2019 | 2020 | 2022 |